# Certificado de estudos de lingua galega

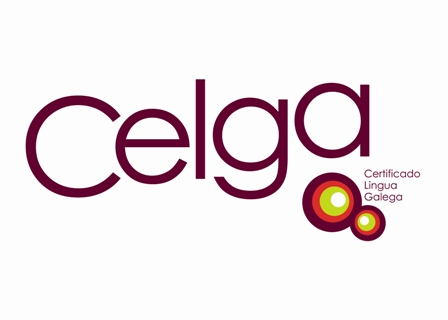
Logotip del CELGA.

El Certificado de estudos de lingua galega (CELGA, en català: Certificat d'estudis de llengua gallega) és aquell que acredita el coneixement de gallec. Constitueix la prova de certificació adaptada al Marc europeu comú de referència per a les llengües (MCER). Els exàmens CELGA estan organitzats per la "Secretaría Xeral de Política Lingüística", entitat dependent de la Xunta de Galicia. Aquesta entitat, a més d'organitzar periòdicament convocatòries d'examen per a la certificació de l'idioma gallec, ofereix cursos formatius de preparació que, no obstant això, no posseeixen validesa oficial.
L'any 2012 es van presentar a l'examen CELGA 3.863 persones. Aquest sistema CELGA es realitza des de l'any 2007, d'acord amb els criteris de la Association of Language Testers in Europe (ALTE), organització avaluadora dels nivells de coneixement lingüístic.